# DivX
DivX, forkortelse for Digital Video Exchange er en videostandard lavet af DivXNetworks Inc. DivX er en af verdens mest udbredte teknologier indenfor video, og har pr. dags dato over 200 millioner brugere verden over. DivX er kendt for at kunne komprimere lange og store videoer. Typisk komprimeres DVD-videoer fra 5 gigabyte til ca. 700 megabyte.

## Eksterne links
- DivX.com Arkiveret 1. oktober 2004 hos  Wayback Machine www.divx.com
- DivX Digest Arkiveret 9. december 2007 hos  Wayback Machine www.divx-digest.com/
- DivX Movies www.divxmovies.com
- DivX på Curlie (som bygger videre på Open Directory Project)

| Enheder | Spire Denne artikel om standarder og måleenheder er en spire som bør udbygges. Du er velkommen til at hjælpe Wikipedia ved at udvide den. |